# Шираз
Шираз (перс. شیراز), (изговорⓘ) је град Ирану и средиште покрајине Фарс. Према попису из 2016. у граду је живело 1.723.745 становника, а са становништвом у предграђима 1.869.001 становника.
Шираз се налази у средишњем делу покрајине Фарс, на надморској висини од 1.486 метара у подручју планине Загрос и има умерену климу. Удаљен је 984 километара јужно од Техерана.
Општина Шираз подељена је на 11 независних урбаних области и простире се на површини од 240 квадратних километара.
Име Шираза забележено је у књигама и историјским документима под различитим називима као што су „Тиразис“ и „Ширазис“. Овај град је био престоница Ирана у периоду владавине Сафарида, Бујида и Зенда.
Захваљујући свом средишњем положају у подручју јужног Загроса и локацији на релативно плодном подручју, Шираз је од давнина био природно место за локалну размену роба и добара између пољопривредника, становника и номада.
Град се, такође, налази на рути трговачких путева ка лукама на југу као што је лука Бушер.
Због својих бројних историјских, културних, верских и природних знаменитости, Шираз је одувек привлачио многе туристе. Сејид Али Хамнеи, врховни верски вођа Ирана, доделио му је титулу „трећег светилишта Ехлул бејта на простору Ирана“.

## Историјат
Према историји Ирана у издању Универзитета у Кембриџу "Шираз је стално насељен град још од сасанидске ере, па чак и раније". Међутим, први веродостојни помени града датирају из ране исламске ере. Према Исламској енциклопедији, Шираз је град изграђен у исламској ери на месту које је стално насељено од времена Сасанида, или вероватно и пре тога.

### Бујидско царство до Сафавида
У 10. и 11. веку династија Ал-Бујида из Фарса изабрала је Шираз за главни град и у њему подигла џамије, палате, библиотеке и водене канале из реке Кур. Током овог периода, Шираз је постао највећи град покрајине Фарс (укључујући Јазд и северну обалу Персијског залива). Од половине 12. века доминацију над Ширазом имали су Салгуриди. У том периоду Шираз је доживео напредак и изграђене су многе школе, болнице и Атабак базар. Захваљујући тактици Салгурида Шираз је у време најезде Џингис-кана остао поштеђен разарања и масакра, пошто се салгуридски владари, Абу Бакр ибн Са'д, обавезао на плаћање пореза Монголима. У 13. веку Шираз је био водећи центар науке и уметности. Захваљујући подстицају владара и присуству научника и уметника, овај град је од стране старих географа прозван Дар ал-улама (Земља знања).

### Сафавидски период до савремене епохе
Шираз је 1503. године пао у руке династије Сафавида. У овом периоду подигнута су многа здања међу којима и Ханова школа, Палата на тргу и градске зидине.
Карим-хан Занд је 1766-7. године одабрао Шираз за престоницу свог султаната. Током овог периода, Шираз је поново доживео процват и број његових становника се повећао. Из Шираза су се допремали предмети од стакла у читав Иран, а шираско вино које су углавном производили Јермени и Јевреји, преко Персијског залива се извозило на индијско тржиште. У периоду владавине Карим Хана мајстори и занатлије долазили у Шираз су из свих крајева света. Каже се да је само у изградњи новог шанца око града учествовало 12.000 људи. По налогу Карим-хана изграђено је мноштво зграда као што је нова градска тврђава, базар Вакил, судница, артиљерија, велелепна џамија и неколико хиљада стамбених јединица за Лоре и Лаке који су се налазили у саставу војске Карим-кана.
Наследници Карим-хана након његове смрти нису успели да очувају власт династије Занд, а доласком на власт династије Каџар, Ага Мухамед-хан је престоницу преместио у Техеран.
Године 1974. Шираз се по величини налазио одмах иза индустријских градова, Табриза и Исфахана, и религијског средишта Мешхеда.
Након револуције приступило се реновирању историјских споменика од којих су најважнији тврђава Карим-хана, маузолеј Хаџу Керманија и капија Кур'ана, купатило Вакил и Хафизова гробница.

## Дан Шираза
Градско веће Шираза је усвојило да се Дан Шираза обележава средином пролећа, односно 15. маја, што је верификовано и у Парламенту Исламске републике Иран. Тим поводом сваке године у организацији општине Шираз овог дана се одржавају посебне манифестације. Године 2010. године, изнад неба над Ширазом по први пут је истовремено пуштено 12 ваздухопловних балона. Поводом манифестације Недеља Шираза, небом изнад града летели су балони из различитих европских земаља којима су управљали професионални возачи, а чија посада су били грађани Шираза.

## Географија
Шираз, главни град покрајине Фарс, простире се на површини од 1.268 km² на југозападу Ирана у централном делу покрајине Фарс. Шираз је окружен релативно високим планинским венцем у облику чврстог бедема који имају посебну стратешку важност за заштиту града.
Шираз се налази на координатама од 29° 36' географске ширине и 52° 32', географске дужине, са надморском висином која у различитим деловима града варира између 1.480 и 1.670 метара.
Рудхане-је хошк (Сува река) је сезонска река која након проласка кроз Шираз тече према југоистоку и улива се у језеро Махарлу.

### Клима
Просечна температура у јулу (најтоплији месец) је 30 °C, у јануару (најхладнији месец у години), 5 °C, 17 °C у априлу и 20 °C у октобру. Просечна годишња температура је 18 °C, док годишња количина падавина у Ширазу износи 337,8 мм.
| Клима (Шираз)              | Клима (Шираз) | Клима (Шираз) | Клима (Шираз) | Клима (Шираз) | Клима (Шираз) | Клима (Шираз) | Клима (Шираз) | Клима (Шираз) | Клима (Шираз) | Клима (Шираз) | Клима (Шираз) | Клима (Шираз) | Клима (Шираз)  |
| Показатељ \ Месец          | .Јан.         | .Феб.         | .Мар.         | .Апр.         | .Мај.         | .Јун.         | .Јул.         | .Авг.         | .Сеп.         | .Окт.         | .Нов.         | .Дец.         | .Год.          |
| -------------------------- | ------------- | ------------- | ------------- | ------------- | ------------- | ------------- | ------------- | ------------- | ------------- | ------------- | ------------- | ------------- | -------------- |
| Средњи максимум, °C (°F)   | 12,1 (53,8)   | 14,7 (58,5)   | 18,9 (66)     | 23,8 (74,8)   | 30,6 (87,1)   | 36,1 (97)     | 37,8 (100)    | 37,0 (98,6)   | 33,7 (92,7)   | 27,8 (82)     | 20,5 (68,9)   | 14,4 (57,9)   | 25,6 (78,1)    |
| Просек, °C (°F)            | 5,3 (41,5)    | 7,7 (45,9)    | 11,8 (53,2)   | 16,2 (61,2)   | 22,5 (72,5)   | 27,7 (81,9)   | 29,8 (85,6)   | 28,7 (83,7)   | 24,5 (76,1)   | 18,4 (65,1)   | 11,7 (53,1)   | 6,8 (44,2)    | 17,6 (63,7)    |
| Средњи минимум, °C (°F)    | −0,4 (31,3)   | 1,2 (34,2)    | 4,8 (40,6)    | 8,5 (47,3)    | 13,2 (55,8)   | 17,1 (62,8)   | 19,9 (67,8)   | 18,8 (65,8)   | 14,1 (57,4)   | 8,8 (47,8)    | 3,8 (38,8)    | 0,5 (32,9)    | 9,2 (48,6)     |
| Количина падавина, mm (in) | 79,8 (31,42)  | 49,8 (19,61)  | 48,4 (19,06)  | 36,0 (14,17)  | 6,6 (2,6)     | 0,2 (0,08)    | 1,0 (0,39)    | 0,1 (0,04)    | 0,0 (0)       | 5,2 (2,05)    | 20,7 (8,15)   | 63,2 (24,88)  | 305,6 (120,31) |
| [ тражи се извор ]         |               |               |               |               |               |               |               |               |               |               |               |               |                |

## Становништво
Према попису, у граду је 2016. живело 1.723.745 становника, а са становништвом у предграђима 1.869.001 становника.
Становници Шираза говоре шираским дијалектом персијског језика. Истраживања о садашњем статусу шираског дијалекта показују да житељи Шираза старије доби имају виши ниво познавања овог дијалекта. Појава два велика персијска песника, Хафеза и Саадија, још од монголске епохе је снажно утицала на све аспекте живота становника Шираза, чак и након њихове смрти, тако што је довела до постепеног слабљења ранијег дијалекта и доминације новог персијског језика код људи са ових простора.
| 1986.   | 1991.   | 1996.     | 2006.     | 2011.     | 2016.     |
| ------- | ------- | --------- | --------- | --------- | --------- |
| 848.289 | 965.117 | 1.053.025 | 1.227.331 | 1.460.665 | 1.869.001 |

## Религија
Ислам је већинска религија код становника Шираза. У њему се задржала и јеврејска мањина која данас броји 6.000 људи. У Ширазу тренутно постоје две активне цркве, јерменска, и друга англиканска.

## Култура
Шираз је познат као град поезије. Позната иранска песникиња Џахан Малек Катун живела је у Ширазу. Шираз је, такође, познат и као град вина, вртова и цвећа. Врт има посебно место у иранској култури, а Шираз је од давнина познат по својим прелепим вртовима. Бројни вртови Шираза имају историјски значај и данас важе за значајне туристичке дестинације. Међу њима су најпознатији врт Ерам, Афиф-абад, Делгоша и Ђахан-нама.
У Ширазу је од 1967. до 1977. године одржаван Шираски фестивал уметности. Овај фестивал је у своје време и у својој категорији био највећи културни догађај од светског значаја. Фестивал је основан у циљу подстицања традиционалних иранских уметности и подизања културних стандарда. То је, такође, био локални догађај на којем су се окупљали највећи традиционални и модерни уметници из Ирана и света.

## Знаменитости

### Историјске атракције
Шираз важи за један од најважнијих туристичких центара у Ирану, и познат је по многим историјским знаменитостима који привлаче домаће и стране туристе. Међу историјским атракцијама Шираза могу се навести храм ватре Самикан, гробница Хафеза, гробница Хаџу Керманија, гробница Саадија, тврђава Карим-хана, баште Ђахан-нама, Ерам, Тахт, Ћехел тан, Делгоша, Афиф-абад, Наранџестан Кавам, Хафт тан, палата Салехи, бунар Мортаз Али, купатило Баг-е нешат, палата Баг-е Илхани, палата Диванхана, палата Колах фаранги, Насир-ул Мулкова џамија, Абу Насрова палата, тврђава Как-ха, школа Ага Баба-хана, Ханова школа, музеј Парс, музеј Хафт танан, барељеф Бахрама на Барм-е делак.

### Природне атракције
Од природних знаменитости Шираза моги се навести Кухмаресорхијски водопад, Барм-е делак, тврђава Кел'ебандар, Национални парк Баму, Шираски врт птица, термални извори Парбанаб, Ђушак, Хораган и Рићи, језера Аржан и Махарлу, село Рокнабад, река Кареагаџ, село Карат, планина Сабзпушан, заштићено природна подручја Аташкаде, Чахмески, Салмани и Хафтберм са мноштвом термалних извора.
Природни термални извори око Шираза имају посебан значај како за лечење, тако и за развој туризма покрајине Фарс.

### Религијске знаменитости
Бројна светилишта посвећена потомцима имама која се налазе у Ширазу током столећа формирала су друштвено-економску структуру овог града. Каже се да је у време владавине абасидског халифе Мамуна, велики број потомака Мусе ибн Џа'фера, седмог шиитског имама, пронашла уточиште у Ширазу, где су, сагласно разним предањима, умрли природном смрћу или су били убијени од стране абасидских владара. Требало је да прође много година да се сви ти гробови открију,идентификују и постану шиитска светилишта. Нека од њих, као што је маузолеј Али Ибн Хамзе, идентификован је у време бујидске династије, док је за нека друга, попут маузолеја Шах Черага, требало да прође око четири стотине година да буду идентификована од стране салгуридских владара. Идентификација већине ових светилишта извршена је на основу исламских предања, пре него на историјским доказима и сведочанствима.

### Зелене површине
У 2008. години покривеност зеленим површинама по глави становника износила је 12,7 квадратних метара. Тренутно у граду постоји 118 паркова од којих је највећи Азади, са површином од 204,191 квадратних метара.

### Међународни сајам
Изворни чланак: Међународни сајам у Ширазу
Међународни сајам у Ширазу представља највећи изложбени центар у јужном Ирану. Сајам се налази у насељу Голестан, на северозападу града, на површини од преко 760.000 квадратних метара, са 6 затворених и три салона у изградњи, а отворени изложбени простор има површину од 3.000 квадратних метара.

### Галерије
Шираз има 18 галерија у којима се излажу уметничка и културна дела.

### Музеји
Град Шираз има 11 музеја, међу којима се издвајају Музеј Ахеменида, Музеј Сасанида и Каџарски музеј, у којима су изложени експонати из епоха ових династија. Музеј историје природе и технологије Универзитета у Ширазу приказује различите врсте животиња, вегетације и примерке геологије. Музеј Парса приказује глинене предмете старе неколико хиљада година п. н. е. до каџарског периода, Музеј Афиф-абад приказује разне врсте оружја из времена Сафавида до пахлавијске ере.

### Хотели и одмаралишта
Град Шираз има укупно 131 регистрованих мотела и хостела, као и 34 хотела, међу којима су Шираз, Зендије, Чамран, Парс и Хома са пет звездица, 26 хотела са четири, три, две и једном звездицом и четири туристичке резиденције.

### Скијашки центри
На 80 километара северно од Шираза на надморској висини од 2850 метара налази се спортско- рекреативни комплекс Пуладкаф који има другу по величини међународну ски стазу у земљи. Комплекс је отворен 2001. године и садржи жичару, ресторане, објекте за брзу храну, кафиће, хотеле, мотеле и школу скијања, а у погледу рекреативних садржаја посетиоци могу да уживају у вожњи моторних санки, бицикала, ховерборда, педалина и јахању.

## Транспорт

### Аеродроми
Изворни чланак: Међународни аеродром Шираз
Шираз је други ирански град, после Техерана, који је добио међународни аеродром. Овај аеродром је отворен у време владавине Мухамеда Реза Шаха Пахлавија по имену Међународни аеродром Шираз, који је након Исламске револуције преименован у "Међународни аеродром шехид Дастгејб. Након реновирања 2005. године, Међународни аеродром Шираз је у погледу безбедности летења, укључујући и електронске и навигационе системе аеродромске контроле, препознат као други најпоузданији и најмодернији аеродром у Ирану (након Међународног аеродрома Имам Хомеини у Техерану).
Тренутно, аеродром има годишњи капацитет да прими 4 милиона путника, што ће, до краја развојног плана бити повећано на 10 милиона.

### Железница
Преко железничке станице која важи за најбољу и по површини највећу у земљи, Шираз је повезан са иранском железничком мрежом. Железничка станица у Ширазу постала је у потпуности оперативна у октобру 2011. године и са ове станице путнички возови шест дана недељно саобраћају са градовима као што су Исфахан, Техеран и Машхад.

### Аутобуски превоз
У близини главних саобраћајних излазних чворишта града налазе се четири приградска терминала.
Шираз има 71 аутобуску линију на којима саобраћа 50.000 аутобуса. У Ширазу је 2009. године пуштен у рад Трећи систем брзог аутобуског превоза (Бус Рапид Трансит) са две линије, а још два планирају да буду отворене 2010.

### Метро
Изворни чланак: Метро у Ширазу
Године 2001. Организација за градски железнички превоз Шираза започела је пројекат изградње градског метроа са три линије. Дужина прве линије износи 22,4 км, дужина друге линије износиће 8,5 км, док ће трећа линија имати 16 км. На првој рути изграђена је 21 станица. Када буду завршене, линије ће имати 32 станице испод земље, шест изнад и једна, специјална станица, биће прикључена на железничку станицу. Прва линија је пуштена у рад у октобру 2014. године.

## Високошколске установе и универзитети
Од неколико важних универзитета који се налазе у Ширазу, најзначајнији је Универзитет у Ширазу у склопу којег раде факултети за природне науке, пољопривреду, ветеринарство, књижевност и хуманистичке науке, уметност и архитектуру, право и политичке науке, педагогију и психологију.
Медицински факултет постоји 60 година. Осим ових, у Ширазу се налази и Технолошки факултет, Факултет за телекомуникације, Факултет за електронску индустрију, Технички факултет Шахид Бахонар, Високошколске установе Хафез Ширази и Пасаргад. Исламски универзитет Азад који се састоји од неколико факултета и Универзитет Пајаме Нур такође спадају у важне академско-образовне центре Шираза.

## Економија
Захваљујући свом средишњем положају у подручју јужног Загроса и локацији на релативно плодном подручју, Шираз је од давнина био природно место за локалну размену роба између пољопривредника, становника и номада.
Град се, такође, налазио на рути која води на југ, ка лукама попут Бушера, и изградњом железничке мреже које повезују друге луке, његов значај је опао. Шираз је током своје историје био административно и војно средиште, што је, такође, утицало на његов економски процват. У протеклим деценијама туризам је значајно утицао на просперитет града.
Шираз је средиште многих фабрика које производе електронске уређаје као што су иранска електронска индустрија и телекомуникације (САИРАН), Сименс, ИТМЦ и ТАКСА. ИТ сектор један је од најзаступљенијих у граду који у циљу размене искустава сарађује са великим ИТ секторима у свету, као што су Минхен и Берлин (у фабрикама Сименс-а).
Због обиља воде која постоји у овој области у односу на околне пустиње, пољопривреда је одувек била важан део економије Шираза и његових приградских насеља. Најзначајнији пољопривредни производи Шираза су: грожђе, поморанџе, персимон (јапанска јабука), мушмула, нектарина, нар и пшеница. Град је такође познат по производњи тепиха и цвећа. Од традиционалних заната заступљени су интарзија, мозаик, теписи и резбарење.
Главни сегмент индустрије Шираза је електронска индустрија, рафинерија нафте, петрохемијски комплекс, производња цемента, синтетичких гума, млека и млечних производа и ткање. Енергетску окосницу Шираза чине гасна електрана Шираз, електрана Хафез, комбинована термоелектрана Фарс и соларна електрана Шираз.

## Сувенири
Шираз је познат по бројним посластицама и сувенирима, као што су лимунов сок, нар, смоква, туршија, урме, шафран, традиционални суви колачи (колуће и как), кана, предмети од плетеног прућа, предиво, украсни предмети од стакла, грнчарија и филц.